# Yuthog Nyingma Yönten Gönpo

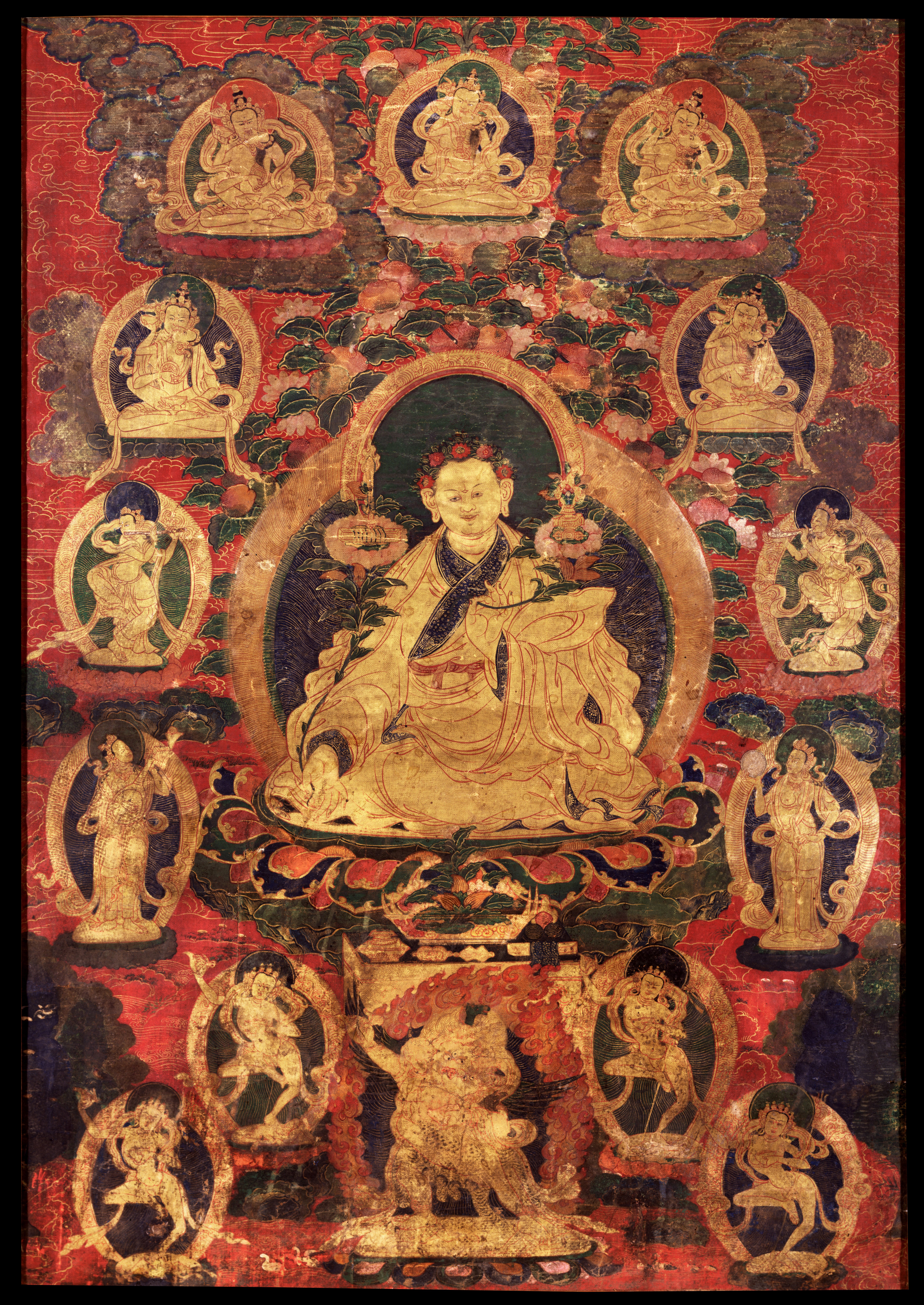
Porträt von Yuthog Yönten Gönpo

Yuthog Nyingma Yönten Gönpo (tib.: g.yu thog rnying ma yon tan mgon po; * angeblich 708; † 833; „Yuthog Yönten Gönpo der Ältere“) war Gründer des ersten Instituts für tibetische Medizin in Tibet, Mönch des Klosters Samye und Gelehrter des tibetischen Buddhismus.

## Leben
Yuthog Nyingma Yönten Gönpo diente in der tibetischen Monarchie unter anderem als Leibarzt des Thrisong Detsen.
Als sein bedeutendstes Werk gilt das Gyüshi (tib.: rgyud bzhi; „Vier Tantras“), das als Hauptwerk der frühen tibetischen Medizin angesehen wird und eine Synthese der ihm damals bekannten medizinischen Wissenssysteme darstellt. Auf Basis der Schriften des Yuthog Nyingma Yönten Gönpo verfasste Yuthog Sarma Yönten Gönpo (tib.: g.yu thog gsar ma yon tan mgon po; 1126–1202) die heutige Version des als Grundlagenwerk der tibetischen Medizin bekannten Gyüshi, das im 17. Jahrhundert erstmals zu Ausbildungszwecken von Desi Sanggye Gyatsho illustriert wurde.

### Nachschlagewerke
- Cihai („Meer der Wörter“), Shanghai cishu chubanshe, Shanghai 2002, ISBN 7-5326-0839-5